# محادثات قبرص 2014
صدر إعلان مشترك في 11 فبراير 2014 في بداية المفاوضات المتجددة لتسوية النزاع القبرصي. توقفت المحادثات التالية بين نيكوس أناستاسيادس، رئيس قبرص، ودرويش إروغلو، رئيس شمال قبرص، في أكتوبر 2014.

## خلفية
أدت نزاعات ما بعد الاستقلال بين الطائفتين اليونانية والتركية في جمهورية قبرص، بعد الغزو التركي لقبرص في عام 1974، إلى إعلان قيام جمهورية شمال قبرص التركية.  وفشلت المحاولات التي جرت خلال الأربعين عامًا الماضية لحل الانقسام وإعادة توحيد قبرص، وأبرزها خطة أنان بين عامي 2002 و2004، حيث رفض القبارصة اليونانيين الخطة في الاستفتاء عليها في حين قبلها القبارصة الأتراك.   جرت مفاوضات أخرى بعد الانتخابات الرئاسية للقبارصة اليونانيين في عام 2008، لكنها واجهت صعوبة في البداية بسبب الخلافات حول مدى المنطقة الاقتصادية الخالصة لجمهورية قبرص والتنقيب عن النفط داخلها، ثم انهارت بسبب قضية قانونية في محكمة بريطانية أيدت حقوق ملكية القبارصة اليونانيين داخل الأراضي التي تسيطر عليها شمال قبرص. ولم تسفر الاجتماعات الأخرى في عامي 2010 و2011 عن نتائج مهمة وتم تعليق المحادثات في عام 2012. 
ومع ذلك، تغيرت بعض الأشياء خلال عامي 2012 و2013. تم اكتشاف الغاز في المياه القبرصية،   ولكن أبسط طريقة لإيصاله إلى العملاء في أوروبا ستكون عبر خط أنابيب يمر عبر تركيا.  أدى الانهيار المصرفي في عام 2013 في جمهورية قبرص إلى انكماش اقتصادي وارتفاع معدلات البطالة، ومن المتوقع أن تؤدي إعادة التوحيد إلى تسريع الانتعاش الاقتصادي والنمو.  بعد انقطاع دام عدة سنوات، أبدت أمريكا اهتمامًا بالعمل بنشاط من أجل حل النزاع.   أيد نيكوس أناستاسيادس، المنتخب رئيسًا لجمهورية قبرص في فبراير 2013، خطة أنان. 
كان الموعد المقترح لاستئناف المحادثات هو أكتوبر 2013. ومع ذلك، اعتبر أناستاسيادس الاتفاق على إعلان مشترك كشرط مسبق للمحادثات، ولم يتم التوصل إلى اتفاق على صياغة الإعلان إلا في فبراير 2014. 

## الإعلان المشترك
في 11 فبراير 2014، كشف زعماء الطائفتين القبرصية اليونانية والتركية، نيكوس أناستاسيادس ودرويش إروغلو، على التوالي، عن الإعلان المشترك التالي: 
1. الوضع الراهن غير مقبول وسيكون لإطالة أمده عواقب سلبية على القبارصة اليونانيين والقبارصة الأتراك. وأكد الزعماء أن التسوية سيكون لها تأثير إيجابي على المنطقة بأسرها، وستستفيد أولاً وقبل كل شيء القبارصة الأتراك والقبارصة اليونانيين، مع احترام المبادئ الديمقراطية وحقوق الإنسان والحريات الأساسية، فضلاً عن الهوية المتميزة لكل منهما وسلامتهما وضمان مستقبلهما المشترك في قبرص الموحدة داخل الاتحاد الأوروبي.
2. أعرب القادة عن تصميمهم على استئناف المفاوضات المنظمة بطريقة تركز على النتائج. سيتم طرح جميع القضايا الأساسية التي لم يتم حلها على الطاولة، وسيتم مناقشتها بشكل مترابط. سيهدف القادة إلى التوصل إلى تسوية في أقرب وقت ممكن، وإجراء استفتاءات منفصلة متزامنة بعد ذلك.
3. سوف تستند التسوية إلى اتحاد فيدرالي ثنائي الطائفتين ومنطقتين مع المساواة السياسية، على النحو المنصوص عليه في قرارات مجلس الأمن ذات الصلة والاتفاقيات رفيعة المستوى. يجب أن تتمتع قبرص الموحدة، بصفتها عضوًا في الأمم المتحدة وفي الاتحاد الأوروبي، بشخصية قانونية دولية واحدة وسيادة واحدة، والتي يتم تعريفها على أنها السيادة التي تتمتع بها جميع الدول الأعضاء في الأمم المتحدة بموجب ميثاق الأمم المتحدة. والتي تنبثق بالتساوي من القبارصة اليونانيين والقبارصة الأتراك. ستكون هناك جنسية قبرصية موحدة، ينظمها القانون الفيدرالي. يجب أن يكون جميع مواطني قبرص الموحدة أيضًا مواطنين إما في الدولة المكونة للقبارصة اليونانيين أو الدولة المكونة للقبارصة الأتراك. يجب أن يكون هذا الوضع داخليًا ويكمل، وليس بديلاً بأي شكل من الأشكال، عن الجنسية القبرصية الموحدة.  سيتم تعيين سلطات الحكومة الفيدرالية، مثل الأمور التي من الواضح أنها عرضية لسلطاتها المحددة، من قبل دستور. ينص الدستور الاتحادي أيضًا على أن تمارس الولايات المكونة السلطات المتبقية. تمارس الولايات المكونة لها جميع سلطاتها بشكل كامل وغير قابل للنقض، دون تعدي الحكومة الفيدرالية. لن تتعدى القوانين الفيدرالية على قوانين الولايات التأسيسية، ضمن مجال اختصاص الولايات المكونة، ولن تتعدى قوانين الولايات المكونة على القوانين الفيدرالية ضمن اختصاصات الحكومة الفيدرالية. يتم الفصل في أي نزاع يتعلق بذلك نهائيًا من قبل المحكمة الاتحادية العليا. لا يجوز لأي من الجانبين المطالبة بالسلطة أو الولاية القضائية على الآخر.
4. يجب أن ينتج الاتحاد القبرصي الموحد عن التسوية بعد الموافقة على التسوية من خلال استفتاءات متزامنة منفصلة. يجب أن ينص الدستور الاتحادي على أن الاتحاد القبرصي الموحد يجب أن يتكون من دولتين أساسيتين متساويتين في الوضع. سيتم الحفاظ على الطبيعة ثنائية المناطق والطائفية للاتحاد والمبادئ التي يقوم عليها الاتحاد الأوروبي واحترامها في جميع أنحاء الجزيرة. الدستور الاتحادي هو القانون الأعلى للبلاد ويكون ملزمًا لجميع سلطات الاتحاد والولايات المكونة له. يُحظر الاتحاد كليًا أو جزئيًا مع أي دولة أخرى أو أي شكل من أشكال التقسيم أو الانفصال أو أي تغيير أحادي الجانب للوضع.
5. تقوم المفاوضات على مبدأ عدم الاتفاق على أي شيء حتى يتم الاتفاق على كل شيء.
6. الممثلون المعينون مخولون بالكامل لمناقشة أي قضية في أي وقت ويجب أن يتمتعوا بوصول موازٍ لجميع أصحاب المصلحة والأطراف المهتمة في العملية، حسب الحاجة. سيجتمع زعماء الطائفتين كلما دعت الحاجة. يحتفظون بسلطة اتخاذ القرار النهائية. فقط الاتفاق الذي يتم التوصل إليه بحرية من قبل القادة يمكن أن يُطرح على استفتاءات متزامنة منفصلة. يتم استبعاد أي نوع من التحكيم.
7. سيسعى الجانبان إلى خلق مناخ إيجابي لضمان نجاح المحادثات. يلتزمون بتجنب ألعاب إلقاء اللوم أو غيرها من التعليقات العامة السلبية على المفاوضات. كما يلتزمون ببذل جهود لتنفيذ تدابير بناء الثقة التي ستوفر قوة دفع ديناميكية لاحتمال قيام قبرص موحدة.»

### ردود الفعل على الإعلان المشترك
أعربت حكومتا اليونان وتركيا عن دعمهما لاستئناف محادثات السلام.  كما رحب الاتحاد الأوروبي بالإعلان. 
في 13 فبراير 2014، قدم رئيس الأساقفة خريسوستوموس أناستاسيادس دعمه للإعلان المشترك. 
في 14 فبراير 2014، عقد المفاوض القبرصي اليوناني أندرياس مافرويانيس والمفاوض القبرصي التركي كودريت أوزرساي أول اجتماع لهما واتفقا على زيارة اليونان وتركيا على التوالي. 
وكانت ردود الفعل بين الأحزاب السياسية القبرصية اليونانية متباينة. وأعلن الحزب التقدمي للشعب العامل المعارض دعمه للإعلان.  ومع ذلك، عارض نيكولاس بابادوبولوس، زعيم الحزب الديمقراطي، الشريك الرئيسي لحزب أناستاسيادس في الائتلاف الحاكم، الإعلان، وصوتت اللجنة التنفيذية للحزب الديمقراطي في 21 فبراير لتوصية اللجنة المركزية للحزب بالانسحاب من التحالف من 4 مارس.  في 27 فبراير، قرر الحزب الديمقراطي مغادرة الحكومة الائتلافية، مع مبرر مفاده أن الإعلان المشترك أعطى سيادة منفصلة للقبارصة الأتراك. 

## نهاية المحادثات
في أكتوبر 2014، توقفت المحادثات نتيجة للأزمة التي أعقبت إرسال تركيا لسفينة حربية إلى الجزء الخاضع لسيطرة جمهورية قبرص من المياه القبرصية، كجزء من أزمة استكشاف احتياطيات الغاز الطبيعي البحرية.  رفض أناستاسيادس حضور الاجتماع في 9 أكتوبر 2014،  ولم تستأنف المحادثات حتى مايو 2015، بعد انتخاب مصطفى أقينجي رئيسًا للقبارصة الأتراك في أبريل 2015. 